# Myrmeciza ruficauda
Myrmeciza ruficauda là một loài chim trong họ Thamnophilidae.